# Diogenidae
Los diogénidos (Diogenidae) forman una familia de crustáceos decápodos anomuros, una de las seis familias de cangrejos ermitaños (Paguroidea).

## Sistemática
- Allodardanus Haig & Provenzano, 1965[3]
- Aniculus Dana, 1852[3]
- Areopaguristes Rahayu & McLaughlin, 2010[3]
- Bathynarius Forest, 1989[3]
- Calcinus Dana, 1851[3]
- Cancellus H. Milne Edwards, 1836[3]
- Ciliopagurus Forest, 1995[3]
- Clibanarius Dana, 1852[3]
- Dardanus Paul’son, 1875[3]
- Diogenes Dana, 1851[3]
- Isocheles Stimpson, 1858[3]
- Loxopagurus Forest, 1964[3]
- Paguristes Dana, 1851[3]
- Paguropsis Henderson, 1888[3]
- Petrochirus Stimpson, 1858[3]
- Pseudopaguristes McLaughlin, 2002[3]
- Pseudopagurus Forest, 1952[3]
- Strigopagurus Forest, 1995[3]
- Tetralobistes Ayon-Parente & Hendrickx, 2010[3]
- Tisea Forest & Morgan, 1991[3]
- Trizopagurus Forest, 1952[3]